# ۲۲۹ (میلادی)
۲۲۹ (میلادی) دویست و بیست و نهمین سال تقویم میلادی است.

## درگذشتگان
‎